# جاي هاريس (صحفي)
جاي هاريس (بالإنجليزية: Jay Harris)‏ هو صحفي ومعلق رياضي أمريكي، ولد في 22 فبراير 1965 في نورفولك في الولايات المتحدة.

## روابط خارجية
- جاي هاريس على موقع IMDb (الإنجليزية)